# Seahawks Gdynia
I Seahawks Gdynia sono stati una squadra di football americano, di Gdynia, in Polonia; fondati nel 2005 come Pomorze Seahawks, nel 2011 hanno cambiato denominazione. Hanno vinto 3 titoli nazionali.
Hanno chiuso nel 2020.

## Dettaglio stagioni

### Tornei nazionali

#### PLFA/PLFA I (primo livello)/Topliga
| Stagione | regular season | regular season | regular season | regular season | regular season | regular season | playoff | playoff | playoff | playoff | playoff | playoff     | playoff          |
|          | Vin            | Par            | Per            | Tot            | PF             | PS             | Vin     | Per     | Tot     | PF      | PS      | risultato   | avversaria       |
| -------- | -------------- | -------------- | -------------- | -------------- | -------------- | -------------- | ------- | ------- | ------- | ------- | ------- | ----------- | ---------------- |
| 2006     | 2              | 0              | 1              | 3              | 83             | 47             | 0       | 1       | 1       | 6       | 34      | Polish Bowl | Warsaw Eagles    |
| 2007     | 5              | 0              | 1              | 6              | 188            | 65             | 0       | 1       | 1       | 2       | 18      | Semifinale  | The Crew Wrocław |
| 2008     | 6              | 0              | 1              | 7              | 206            | 90             | 1       | 1       | 2       | 38      | 46      | Polish Bowl | Warsaw Eagles    |
| 2009     | 3              | 0              | 4              | 7              | 88             | 106            | -       | -       | -       | -       | -       | -           | -                |
| 2010     | 4              | 0              | 3              | 7              | 108            | 122            | 0       | 1       | 1       | 0       | 49      | Semifinale  | The Crew Wrocław |
| 2011     | 6              | 0              | 3              | 9              | 274            | 189            | 0       | 1       | 1       | 7       | 27      | Semifinale  | The Crew Wrocław |
| 2012     | 9              | 0              | 1              | 10             | 444            | 184            | 2       | 0       | 2       | 104     | 44      | Campioni    | Warsaw Eagles    |
| 2013     | 8              | 0              | 2              | 10             | 374            | 150            | 0       | 1       | 1       | 12      | 35      | Semifinale  | Giants Wrocław   |
| 2014     | 8              | 0              | 2              | 10             | 371            | 213            | 2       | 0       | 2       | 72      | 60      | Campioni    | Panthers Wrocław |
| 2015     | 8              | 0              | 2              | 10             | 338            | 229            | 2       | 0       | 2       | 63      | 44      | Campioni    | Panthers Wrocław |
| 2016     | 7              | 0              | 1              | 8              | 257            | 119            | 1       | 1       | 2       | 27      | 69      | Superfinał  | Panthers Wrocław |
| 2017     | 4              | 0              | 2              | 6              | 204            | 98             | 2       | 1       | 3       | 105     | 100     | Superfinał  | Panthers Wrocław |
| Totale   | 62             | 0              | 21             | 83             | 2597           | 1383           | 8       | 8       | 16      | 373     | 482     |             |                  |

Fonti: Enciclopedia del Football - A cura di Roberto Mezzetti

#### LFA1
Questi tornei - pur essendo del massimo livello della loro federazione - non sono considerati ufficiali in quanto organizzati da una federazione "rivale" rispetto a quella ufficialmente riconosciuta dagli organismi nazionali e internazionali.
| Stagione | regular season | regular season | regular season | regular season | regular season | regular season | playoff | playoff | playoff | playoff | playoff | playoff    | playoff              |
|          | Vin            | Par            | Per            | Tot            | PF             | PS             | Vin     | Per     | Tot     | PF      | PS      | risultato  | avversaria           |
| -------- | -------------- | -------------- | -------------- | -------------- | -------------- | -------------- | ------- | ------- | ------- | ------- | ------- | ---------- | -------------------- |
| 2018     | 5              | 0              | 3              | 8              | 206            | 146            | 1       | 1       | 2       | 57      | 33      | Semifinale | Lowlanders Białystok |
| 2019     | 6              | 0              | 2              | 8              | 308            | 139            | 1       | 1       | 2       | 59      | 52      | Semifinale | Panthers Wrocław     |
| Totale   | 11             | 0              | 5              | 16             | 514            | 285            | 2       | 2       | 4       | 116     | 85      |            |                      |

Fonti: Enciclopedia del Football - A cura di Roberto Mezzetti

#### PLFA I (secondo livello)
| Stagione | regular season | regular season | regular season | regular season | regular season | regular season | playoff | playoff | playoff | playoff | playoff | playoff        | playoff          |
|          | Vin            | Par            | Per            | Tot            | PF             | PS             | Vin     | Per     | Tot     | PF      | PS      | risultato      | avversaria       |
| -------- | -------------- | -------------- | -------------- | -------------- | -------------- | -------------- | ------- | ------- | ------- | ------- | ------- | -------------- | ---------------- |
| 2015     | 8              | 0              | 0              | 8              | 408            | 94             | 1       | 1       | 2       | 53      | 52      | Finale         | Kraków Kings     |
| 2016     | 2              | 0              | 6              | 8              | 144            | 243            | 1       | 0       | 1       | 32      | 28      | Non retrocessi | Wolverines Opole |
| Totale   | 10             | 0              | 6              | 16             | 552            | 337            | 2       | 1       | 3       | 85      | 80      |                |                  |

Fonti: Enciclopedia del Football - A cura di Roberto Mezzetti

#### PLFA II
| Stagione | regular season | regular season | regular season | regular season | regular season | regular season | playoff | playoff | playoff | playoff | playoff | playoff          | playoff           |
|          | Vin            | Par            | Per            | Tot            | PF             | PS             | Vin     | Per     | Tot     | PF      | PS      | risultato        | avversaria        |
| -------- | -------------- | -------------- | -------------- | -------------- | -------------- | -------------- | ------- | ------- | ------- | ------- | ------- | ---------------- | ----------------- |
| 2012     | 4              | 0              | 2              | 6              | 178            | 105            | -       | -       | -       | -       | -       | -                | -                 |
| 2013     | 5              | 0              | 1              | 6              | 209            | 75             | 1       | 1       | 2       | 54      | 44      | Semifinale       | Devils Wrocław B  |
| 2013     | 5              | 0              | 1              | 6              | 250            | 79             | 0       | 1       | 1       | 20      | 47      | Quarti di finale | Seahawks Gdynia B |
| 2014     | 5              | 0              | 1              | 6              | 264            | 71             | 2       | 1       | 3       | 102     | 35      | Finale           | Silesia Rebels    |
| 2017     | 0              | 0              | 6              | 6              | 42             | 205            | -       | -       | -       | -       | -       | -                | -                 |
| Totale   | 19             | 0              | 11             | 30             | 943            | 535            | 3       | 3       | 6       | 176     | 126     |                  |                   |

Fonti: Enciclopedia del Football - A cura di Roberto Mezzetti

#### LFA9
Questi tornei non sono considerati ufficiali in quanto organizzati da una federazione "rivale" rispetto a quella ufficialmente riconosciuta dagli organismi nazionali e internazionali.
| Stagione | regular season | regular season | regular season | regular season | regular season | regular season | playoff | playoff | playoff | playoff | playoff | playoff   | playoff    |
|          | Vin            | Par            | Per            | Tot            | PF             | PS             | Vin     | Per     | Tot     | PF      | PS      | risultato | avversaria |
| -------- | -------------- | -------------- | -------------- | -------------- | -------------- | -------------- | ------- | ------- | ------- | ------- | ------- | --------- | ---------- |
| 2018     | 2              | 0              | 2              | 4              | 138            | 96             | -       | -       | -       | -       | -       | -         | -          |
| Totale   | 2              | 0              | 2              | 4              | 138            | 96             | -       | -       | -       | -       | -       |           |            |

Fonti: Enciclopedia del Football - A cura di Roberto Mezzetti

#### PLFA8
| Stagione | regular season | regular season | regular season | regular season | regular season | regular season | playoff | playoff | playoff | playoff | playoff | playoff   | playoff                           |
|          | Vin            | Par            | Per            | Tot            | PF             | PS             | Vin     | Per     | Tot     | PF      | PS      | risultato | avversaria                        |
| -------- | -------------- | -------------- | -------------- | -------------- | -------------- | -------------- | ------- | ------- | ------- | ------- | ------- | --------- | --------------------------------- |
| 2012     | 3              | 0              | 1              | 4              | 82             | 94             | 2       | 0       | 2       | 62      | 16      | Campioni  | Warsaw BEagles                    |
| 2014     | 2              | 0              | 2              | 4              | 45             | 36             | 0       | 2       | 2       | 6       | 14      | Playoff   | KFA Kurpie & PWSIiP Łomża Jackals |
| Totale   | 5              | 0              | 3              | 8              | 127            | 130            | 2       | 2       | 2       | 68      | 30      |           |                                   |

Fonti: Enciclopedia del Football - A cura di Roberto Mezzetti

### Tornei internazionali

#### EFAF Challenge Cup
| Stagione | regular season | regular season | regular season | regular season | regular season | regular season | playoff | playoff | playoff | playoff | playoff | playoff   | playoff    |
|          | Vin            | Par            | Per            | Tot            | PF             | PS             | Vin     | Per     | Tot     | PF      | PS      | risultato | avversaria |
| -------- | -------------- | -------------- | -------------- | -------------- | -------------- | -------------- | ------- | ------- | ------- | ------- | ------- | --------- | ---------- |
| 2009     | 0              | 0              | 3              | 3              | 44             | 90             | -       | -       | -       | -       | -       | -         | -          |
| Totale   | 0              | 0              | 3              | 3              | 44             | 90             | -       | -       | -       | -       | -       |           |            |

Fonti: Enciclopedia del Football - A cura di Roberto Mezzetti

#### CEFL Cup
| Stagione | regular season | regular season | regular season | regular season | regular season | regular season | playoff | playoff | playoff | playoff | playoff | playoff   | playoff        |
|          | Vin            | Par            | Per            | Tot            | PF             | PS             | Vin     | Per     | Tot     | PF      | PS      | risultato | avversaria     |
| -------- | -------------- | -------------- | -------------- | -------------- | -------------- | -------------- | ------- | ------- | ------- | ------- | ------- | --------- | -------------- |
| 2018     | -              | -              | -              | -              | -              | -              | 1       | 1       | 2       | 69      | 73      | Finale    | Beograd Vukovi |
| Totale   | -              | -              | -              | -              | -              | -              | 1       | 1       | 2       | 69      | 73      |           |                |

Fonti: Enciclopedia del Football - A cura di Roberto Mezzetti

### Riepilogo fasi finali disputate
| Anno            | Luogo     | Evento   | Fase del torneo         | Incontro                               | Risultato |
| 11 luglio 2015  | Breslavia | Topliga  | Superfinał              | Panthers Wrocław - Seahawks Gdynia     | 21 - 28   |
| 18 luglio 2015  | Gdynia    | PLFA I   | Finale                  | Seahawks Sopot - Kraków Kings          | 26 - 36   |
| 16 luglio 2016  | Białystok | Topliga  | Superfinał              | Panthers Wrocław - Seahawks Gdynia     | 56 - 13   |
| 31 ottobre 2016 | Sopot     | PLFA I   | Spareggio retrocessione | Seahawks Sopot - Wolverines Opole      | 32 - 28   |
| 25 giugno 2017  | Łódź      | Topliga  | Superfinał              | Panthers Wrocław - Seahawks Gdynia     | 55 - 21   |
| 10 giugno 2018  | Belgrado  | CEFL Cup | Finale                  | Seahawks Gdynia - Beograd Vukovi       | 41 - 55   |
| 14 luglio 2018  |           | LFA1     | Semifinale              | Lowlanders Białystok - Seahawks Gdynia | 33 - 16   |
| 16 giugno 2019  | Breslavia | LFA1     | Semifinale              | Panthers Wrocław - Seahawks Gdynia     | 52 - 6    |

## Palmarès
- 3 Superfinał (2012, 2014, 2015)
- 1 PLFA8[5] (2012)